# برت مایر
اگبرت (برت) ویلم مایر (هلندی: Egbert (Bert) Willem Meijer؛ زاده ۲۲ آوریل ۱۹۵۵ در گرونینگن) شیمی‌دان ارگانیک هلندی است که به دلیل فعالیت در زمینه‌های شیمی سوپرمولکولار، شیمی مواد و شیمی پلیمر شناخته شده‌است. مایر که استاد برجسته علوم مولکولی در دانشگاه فناوری و استاد آکادمی آکادمی علوم و هنر سلطنتی هلند است، یکی از بنیانگذاران رشته شیمی پلیمر ماوراء مولکولی به حساب می‌آید. میجر نویسنده پرکار، مدرس دانشگاهی و دریافت جوایز متعدد در زمینه‌های شیمی آلی و پلیمری است.

## تحصیلات
پس از تحصیل در دوره متوسطه در آپینگه‌دام که در سال ۱۹۷۲ فارغ‌التحصیل شد، مایر تحصیلات خود را در شیمی آلی در دانشگاه گرونینگن انجام داد. وی مدرک کارشناسی ارشد خود را در سال ۱۹۷۸ به دست آورد و متعاقباً درجه دکترای خود را با نظارت استاد هانس ویجنبرگ در سال ۱۹۸۲ دریافت کرد. موضوع پایان‌نامه او در مورد «شیمی در عمل: سنتزها، خواص و کاربردهای ۱٬۲-دیوکستانز» بوده‌است.

## حرفه
مایر کار خود را از سال ۱۹۸۲ در آزمایشگاه‌های تحقیقاتی فیلیپس در آیندهوون به عنوان یک دانشمند تحقیقاتی در زمینه مواد مولکولی آغاز کرد. در سال ۱۹۸۹ او به تحقیقات رویال دی‌اس‌ام در گیلن نقل مکان کرد تا رئیس گروه مواد جدید شود. در سال ۱۹۹۱ به عنوان استاد کامل شیمی آلی در گروه شیمی و مهندسی شیمی دانشگاه صنعتی آیندهوون (TU / e) و در سال ۱۹۹۹ در گروه مهندسی زیست پزشکی در همان دانشگاه منتصب شد. از سال ۲۰۰۴ استاد دانشگاه برجسته علوم مولکولی در TU / e است، که از سال ۲۰۰۸ ریاست انستیتوی سیستمهای پیچیده مولکولی به عنوان مدیر علمی مشغول است. مایر از سال ۱۹۹۴ استاد کمکی شیمیایی ماکرومولکولار شیمی در دانشگاه رادبود است و از سال ۲۰۰۸ استاد برجسته مشهور در دانشگاه کالیفرنیا، سانتا باربارا بوده‌است. در سال ۲۰۱۴ به عنوان استاد آکادمی علوم و علوم سلطنتی هلند پذیرفته شد.

## مشارکت در پژوهش
تحقیقات مایر بر روی شیمی فراذره‌ای با خصوصیات و عملکردهای ویژه متمرکز شده‌است. این بنیاد بر اساس اصول شیمی سنتز شیمیایی و شیمیایی ارگانیک برای یافتن راه حل‌هایی برای چالش‌های علوم مواد و علوم زندگی است. او به عنوان پیشگام در زمینه مواد ماوراء مولکولی شناخته می‌شود، به عنوان اولین شیمیدانی که به عنوان یک کلاس جدید از مواد، اکتشاف و توسعه پلیمرهای سوپرامولکولار عملکردی را به دست آورد. از طریق طراحی و ترکیب مولکولی پیشرفته، وی سیستمهایی را تحقق بخشیده‌است که واحدهای مونومر خودسامانی را به زنجیرهای پلیمری فوق‌العاده مولکولهای طولانی سوار می‌کنند، و در نتیجه موادی از خصوصیات منحصر به فرد پویا برخوردارند که تصور می‌شد منحصراً برای ماکرومول‌ها محفوظ هستند. بنابراین، کلاس جدید او از ساختارهای مافوق مولکولی به تعریف اصلاح شده‌ای از توصیف هرمان استاودینگر در مورد اینکه پلیمرها چیست منجر شد.
سنتز دندریمرهای پلی (پروپیلن ایمین) که هم‌اکنون در مقادیر تجاری مناسب (در مقیاس چند کیلوگرم) در سراسر جهان تولید می‌شود. دندریمرهای او ترکیب اصلی یک اتصال دهنده فسفات را که در حال حاضر در کلینیک استفاده می‌شود تشکیل می‌دهد. مایر همچنین پلیمرهای نیمه هادی نول با تحرک الکترون بالا تولید کرد. اکتشاف او در مورد ترکیب کایرالیته و مورفولوژی مزوسکوپی در این پلیمرها منجر به ساختن یک LED شد که نور بصورت مدور قطبی منتشر می‌کند. سالها بعد از بینش نیمه هادی‌های کایرال برای بهینه‌سازی شکافت آب در یک سلول فوتوالکتروشیمیایی استفاده شد.
کشف مایر از پلیمرهای سوپرمولکولی مبتنی بر ureidopyrimidinone یک نقطه عطف در شیمی مافوق مولکولی است. او یک بلوک ساختمان چهار ضلعی دارای پیوند هیدروژنی ساده طراحی کرد که خود مکمل آن است و یک ثابت پیوند بسیار بزرگ را نشان می‌دهد. با آوردن دو عدد از این واحدها به همراه یک فضا، منجر به پلیمر مافوق مولکولی با خواص بی‌سابقه ای شد. بسته به شرایط استفاده شده از یک سو، دارای تمامی خصوصیات ماکرومولکول‌ها، در محلول و حالت جامد است، در حالی که از طرف دیگر ماهیت پویای مولکولهای آلی را که از طریق پیوندهای غیر کووالانسی به هم گره خورده‌اند، نشان می‌دهد. امروزه در بسیاری از آزمایشگاه‌های بین‌المللی دانشگاهی و صنعتی بین‌المللی مفهوم پلیمرهای ماوراء مولکولی مورد بررسی قرار می‌گیرد. آزمایشگاه مایر با موفقیت شرکت SupraPolix را راه اندازی کرده‌است، ارائه یک پلت فرم پلیمری سوپرامولکولی به عنوان یک جزء اصلی در چندین کاربرد، از جمله چسب (به عنوان الاستومرهای فوق جریان)، لوازم آرایشی و داروهای احیا کننده دریچه‌های قلبی، که کارآزمایی بالینی آن توسط شرکت هلندی / سوئیس Xeltis انجام می‌شود. .
در پی کشف وی، مایر مکانیسمهای موجود در خودسامانی شیمیایی را کشف کرد و ثابت کرده‌است که پلیمریزاسیون‌های ماوراء مولکولی، براساس مکانیسم آنها، می‌توانند طبق روشی مشابه پلیمریزاسیون‌های معمولی طبقه‌بندی شوند. پژوهش حاضر در آزمایشگاه مایر در چند جزء سیستم‌های پلیمر ابرمولکولی پیچیده تمرکز و رفتار مونتاژ خود همچنین به استفاده بالقوه از پلیمرهای ابرمولکولی به عنوان بررسی بیومیمتیک از بافت‌های بیولوژیک با استفاده از یک روش مدولار که اجازه می‌دهد تا برای تنظیم آسان از خود دینامیک به محرک‌های خارجی استفاده شود.

## دستاوردها و جوایز
بازده علمی و مدیریت تحقیق
وی تاکنون بیش از ۶۰۰ مقاله و مقاله بررسی شده توسط همکاران منتشر کرده‌است که بیش از ۶۰٫۰۰۰ بار به آنها استناد شده‌است، و او را دارای شاخص H از بالای 110  بایگانی‌شده  در ۶ ژوئن ۲۰۱۳ توسط Wayback Machine. وی ۹۵ دانشجوی دکترا را راهنمایی کرد و بیش از ۲۵ نفر از اعضای گروه سابق وی اکنون اساتید دانشگاهی معتبر را در سراسر جهان در اختیار دارند. مایر دارای بیش از ۲۰ اختراع ثبت شده و مؤسس شرکت‌های SyMO-Chem , یک شرکت تحقیقاتی حرفه ای (۲۰۰۰) و SupraPolix , با تمرکز بر روی پلیمرهای ماوراء مولکولی (۲۰۰۳) است.
از سال ۲۰۰۶ مایر رئیس هیئت مشاوره علمی بین‌المللی DSM است، او از سال ۲۰۰۸ بنیانگذار و مدیر علمی مؤسسه سیستم‌های مولکولی پیچیده در دانشگاه فنی آیندهوون است و وی ۲۷ میلیون یورو برای برنامه تحقیق از سیستم‌های مولکولی عملکردی از سال ۲۰۱۲ را به عهده دارد. در سال ۲۰۱۷ به عنوان عضو هیئت امنای دانشگاه لیدن منصوب شد. مایر همچنین به عنوان عضو هیئت‌های مشاوره یا تحریریه بیش از ۱۰ مجله علمی، از جمله Advanced Material (از سال ۱۹۹۲)، انگوانته کمی (از سال ۱۹۹۸)، علوم شیمیایی (از سال ۲۰۱۰) و مجله انجمن شیمی شیمی آمریکا (از سال ۲۰۱۰) فعالیت می‌کند.
دعوت نامه‌ها و عضویت‌های دانشگاهی
مایر در بسیاری از دانشگاه‌ها به عنوان سخنرانی در این دانشگاه دعوت شده‌است.
او در سال ۲۰۰۱ سخنرانی صدمین سالگرد ون هاف در آکادمی هنرها و علوم سلطنتی هلند، سخنرانی Carothers در دوپونت ویلمینگتون در ۲۰۰۵ و سخنرانی اصلی علوم در دانشگاه Lowlands 2009 را ارائه داد.
مایر عضو منتخب آکادمی هنرها و علوم سلطنتی هلند (KNAW، از سال ۲۰۰۳) و انجمن علوم و علوم سلطنتی هلند (KHMW، از سال ۱۹۹۷) است. او همکار افتخاری انجمن تحقیقات شیمی هند (از سال ۲۰۱۲) و عضو انجمن آمریکا برای پیشرفت علم (از سال ۲۰۱۵) است. علاوه بر این، مایر به عنوان عضو افتخاری انجمن شیمی شیمی رویال هلند (KNCV، از سال ۲۰۱۸) انتخاب شده‌است.

### جوایز
مایر جوایز برجسته متعددی دریافت کرده‌است، از جمله
- مدال طلای انجمن شیمی سلطنتی هلند[۲۸] (۱۹۹۳)
- جایزه اسپینوزا از سازمان تحقیقات علمی هلند[۲۹] (۲۰۰۱)
- جایزه ACS در شیمی پلیمر[۳۰][۳۱] (۲۰۰۶)
- جایزه علمی آکزونوبل[۳۲] (۲۰۱۰)
- در سال ۲۰۱۰ وی یک کمک هزینه تحقیقاتی پیشرفته ERC دریافت کرد[۳۳][۳۴] و به وی مدال Wheland دانشگاه شیکاگو[۳۵]
- جایزه بین‌المللی انجمن علوم پلیمر ژاپن
- در سال 2012 ACS جایزه Scholar Arthur C. Cope را به وی اهدا کرد.[۳۶][۳۷]
- در سال ۲۰۱۳ مایر کرسی بین‌المللی سولوی را در شیمی برگزار کرد،[۳۸]
- در سال ۲۰۱۴ جایزه گروه پلیمر بلژیک[۳۹] و مدال Prelog ETH Zürich را کسب کرد.[۴۰] در همان سال وی جایزه استاد آکادمی[۴۱] آکادمی هنر و علوم هلند را که به عنوان یک جایزه موفقیت در طول عمر منصوب شد، دریافت کرد.
- در سال 2017 مایر Doctorem Honoris Causa در دانشگاه مونس[۴۲] (بلژیک) نصب شد و به Forschungspreis بنیاد هومبولت[۴۳] (آلمان) و جایزه مدال طلای ناگویا در شیمی آلی[۴۴][۴۵] (ژاپن) به او اهدا شد.

## زندگی شخصی
میجر در سال ۱۹۵۵ به عنوان بزرگترین پسر روولوف مایر و وینی میریزر د ویت به دنیا آمد. در سال ۱۹۷۹ با Iektje Oosterbeek ازدواج کرد که دارای دو پسر است: راجر مایر (۱۹۸۵)، CTO در Paylogic در آمستردام و ویگر مایر (۱۹۸۸) که یک معمار در سیدنی است.